# António Segadães Tavares
António Segadães Madeira Tavares (Vila Teixeira de Sousa, 3 de dezembro de 1944) é um engenheiro civil de nacionalidade angolana e portuguesa.

## Biografia
Figura incontornável da Engenharia em Portugal, terminou o ensino liceal em Nova Lisboa e matriculou-se em Engenharia Electrotécnica, no Instituto Superior Técnico da Universidade Técnica de Lisboa, em 1961. A sua chegada à metrópole faz com que não fique indiferente ao movimento associativo contra a ditadura, envolvendo-se nas greves de 1962, quando foi decretado o luto académico. Um ano depois muda de curso e de cidade, primeiro para a Faculdade de Ciências e Tecnologia da Universidade de Coimbra, depois para a Faculdade de Engenharia da Universidade do Porto, onde conclui finalmente a Licenciatura em Engenharia Civil, em 1968. Recebe na ocasião o Prémio da Fundação Eng.º António de Almeida e é convidado para assistente no Instituto Superior Técnico, onde lecionou até 1973. Ao mesmo tempo colaborou com o Laboratório Nacional de Engenharia Civil, ente 1969 e 1975, que lhe editou o livro Análise Matricial de Estruturas, em 1972. 
Apoiante do MPLA, regressa a Angola, onde se torna docente na Faculdade de Engenharia da Universidade de Luanda. Porém, um assalto à sua casa, ocorrido em outubro de 1975, fá-lo regressar de imediato. Mais tarde vem a lecionar na Universidade Nova de Lisboa, exercendo ainda as funções de director do Departamento de Estudos e Projectos da Teixeira Duarte (1976-1980), de director técnico da Triede (1980-1986) e de director da Segadães Tavares & Associados, a partir de 1986. 

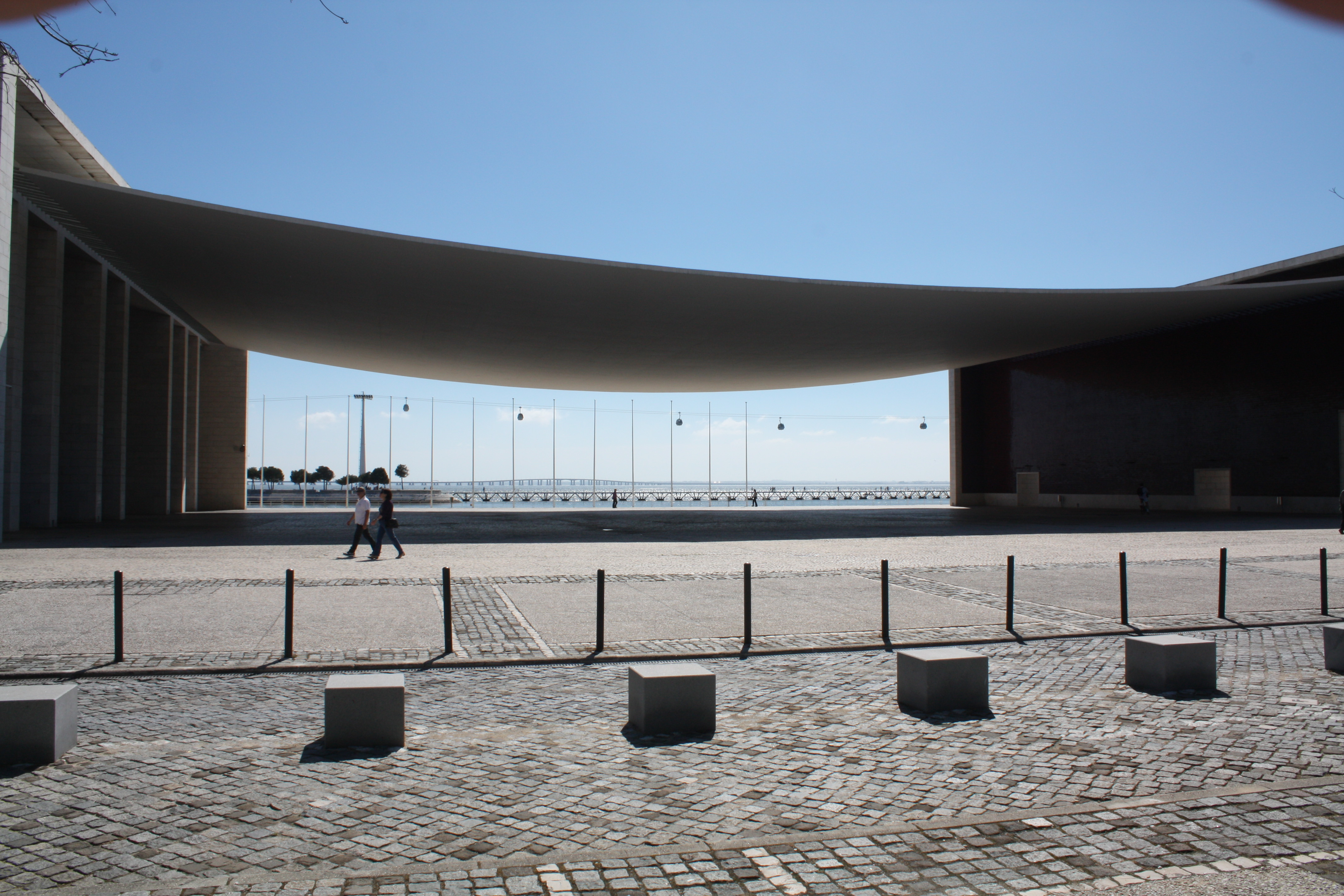
PALA do Pavilhão de Portugal – Exposição Mundial de 1998, Lisboa. Foto: António Segadães Tavares

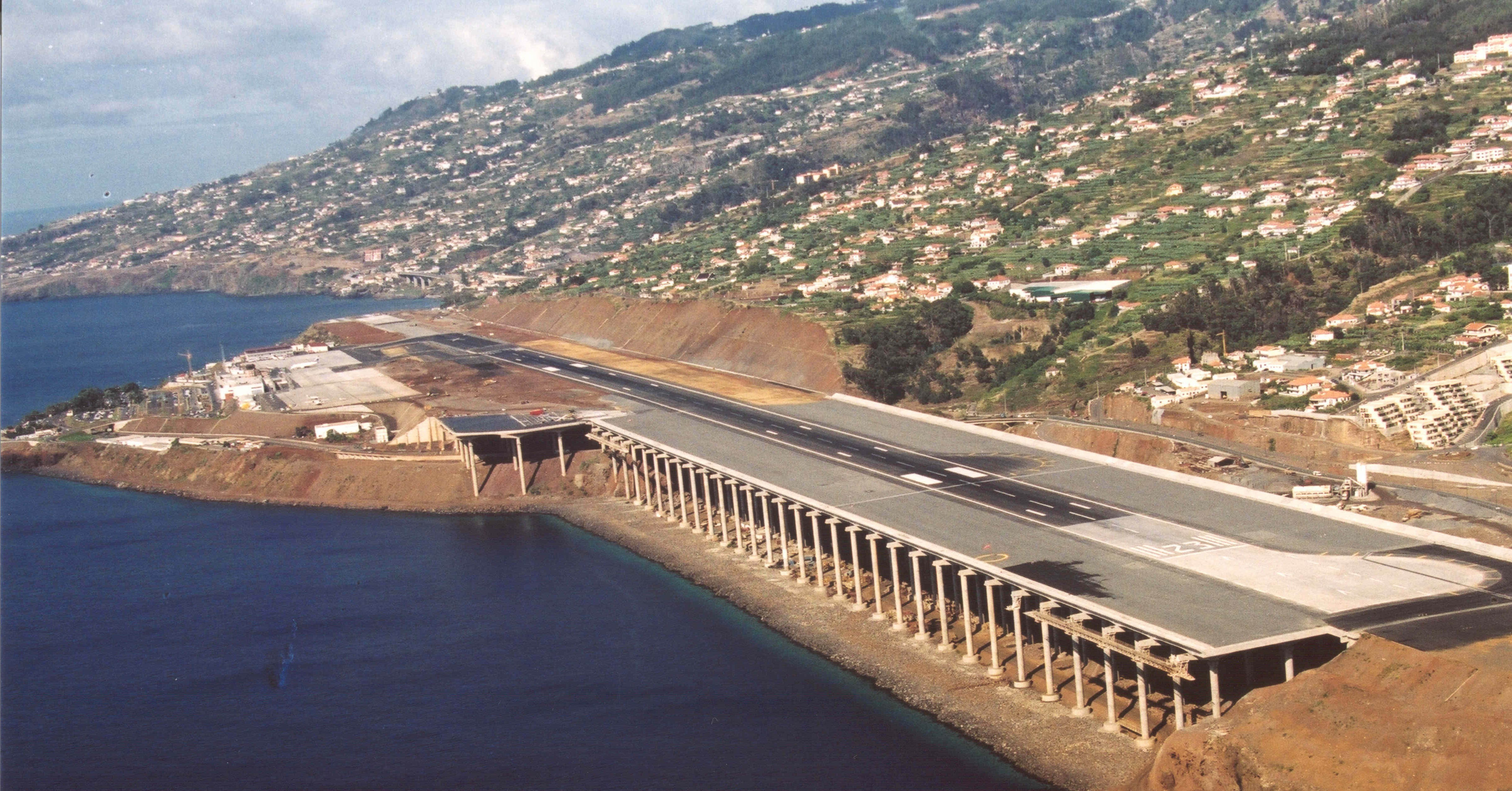
AEROPORTO da MADEIRA-Pista - Foto ANAM - Aeroportos e Navegação Aérea da Madeira, SA

Destacam-se entre os seus projetos o premiado "Projecto da Ampliação da Pista do Aeroporto da Madeira, a emblemática pala do Pavilhão de Portugal, o Centro Cultural de Belém, o Centro Vasco da Gama, o Hotel Le Méridien de Lisboa, a sede do Montepio Geral, a reconstrução da zona ardida do Chiado, o reforço do túnel do Rossio, em Lisboa, e o edifício do Banco de Portugal em Évora. Em Luanda assinou o Instituto Karl Marx (atual Instituto Médio de Economia), o Estádio da Cidadela e a sede do BES Angola. Segadães Tavares, que advoga uma engenharia funcional, considera incontornável a sua simbiose com a arquitetura. 

## Distinções
A 18 de agosto de 2000, Jorge Sampaio condecorou-o com o grau de Grande-Oficial da Ordem do Mérito e a 5 de janeiro de 2006 com o grau de Grande-Oficial da Ordem do Infante D. Henrique.
Em 2004 foi o primeiro português a vencer o prémio OStrA, o nobel da engenharia, pela ampliação do Aeroporto da Madeira.

Em Abril de 2012 a Universidade Nova de Lisboa concede-lhe o "Doutoramento Honoris Causa". 